# Vertig József (labdarúgó)
Vertig József (Miskolc, 1945. január 9. – Miskolc, 2018. július 10.) bajnoki bronzérmes labdarúgó, hátvéd.

## Pályafutása
1966 és 1976 között a Salgótarjáni BTC labdarúgója volt. 1966. március 13-án mutatkozott be az élvonalban a Ferencváros ellen, ahol csapata 3–0-s vereséget szenvedett. Az élvonalban 230 bajnoki mérkőzésen szerepelt és két gólt szerzett. Részese volt a Salgótarjáni BTC legnagyobb sikerének, az 1970–71-es bajnoki bronzérem megszerzésének.

## Magánélete
Gyermekei: Vertig József a Griff együttes fiatalon elhunyt énekese, és Vertig Tímea színésznő.

## Sikerei, díjai
- Magyar bajnokság
  - 3.: 1971–72
- Magyar Népköztársasági Kupa (MNK)
  - döntős: 1967